# B. Hallegua (escaquista)
B. Hallegua (nascut el 1880 - mort ?) fou un jugador d'escacs turc de l'Imperi Otomà.
El 1914, va jugar a tres torneigs a l'Europa d'abans de la guerra. Fou 4t, rere Frank James Marshall, Aleksandr Alekhin i André Muffang, al Torneig Quadrangular del Café Continental a Paris els dies 12-14 de juliol, i fou 2n en el torneig del Café de la Régence a Paris. Hallegua liderava, per davant d'Ilya Rabinovich i Oscar Tenner, el Hauptturnier A de Mannheim 1914 (XIX DSB Congress) (interromput per la guerra).